# كلود باريس
كلود باريس (بالفرنسية: Claude Paris)‏ هو ملحن فرنسي، ولد في 19 سبتمبر 1808 في ليون في فرنسا، وتوفي في 25 يوليو 1866.